# كانيت دي مار
بلدية كانيت دي مار (بالكاتالانية: Canet de Mar) هي إحدى بلديات مقاطعة برشلونة، والتي تقع في منطقة كاتالونيا، شرق إسبانيا.
يبلغ عدد سكانها 13.181 نسمة وفقاً لإحصائية سنة (2007).

## معرض صور

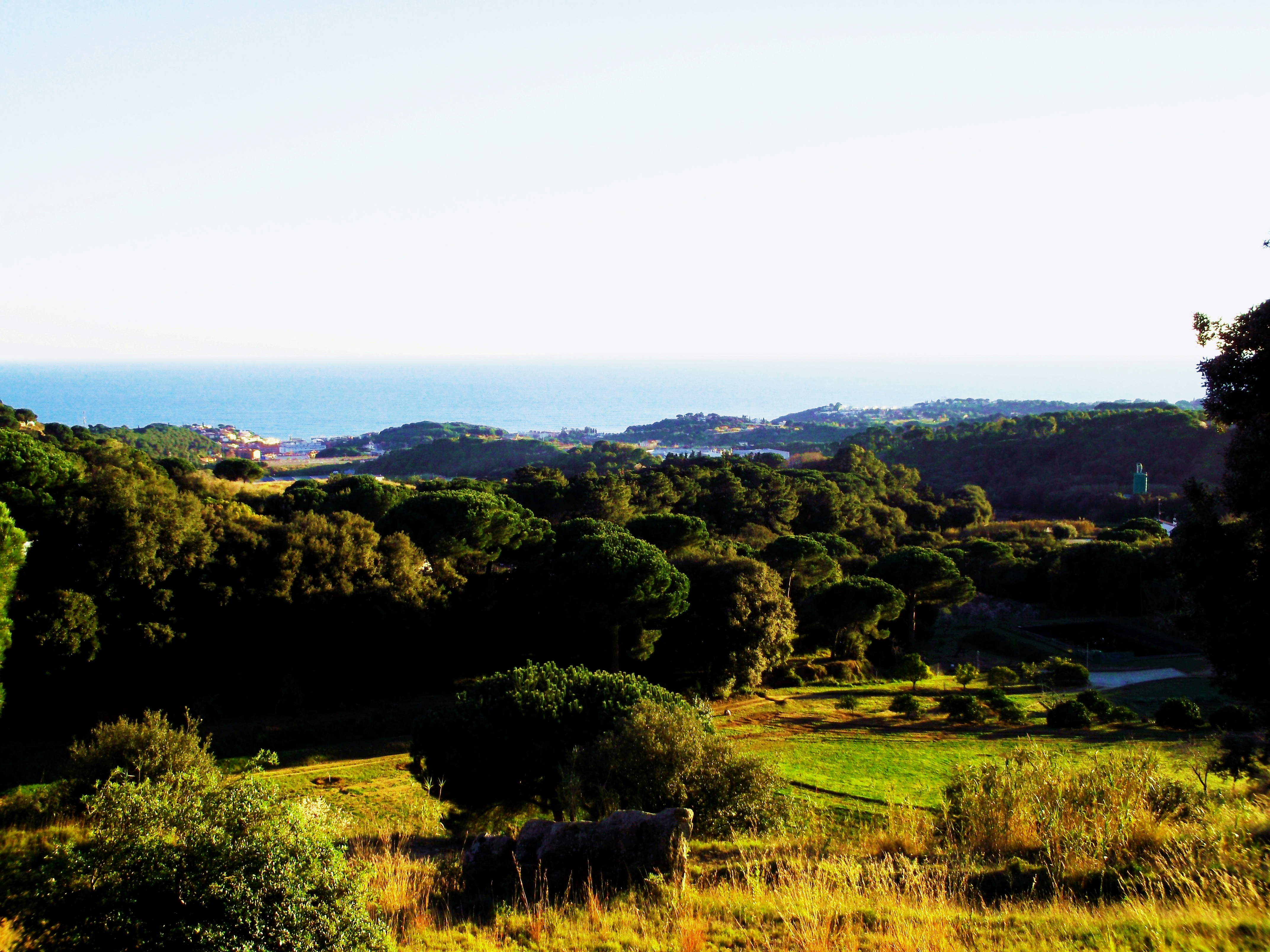
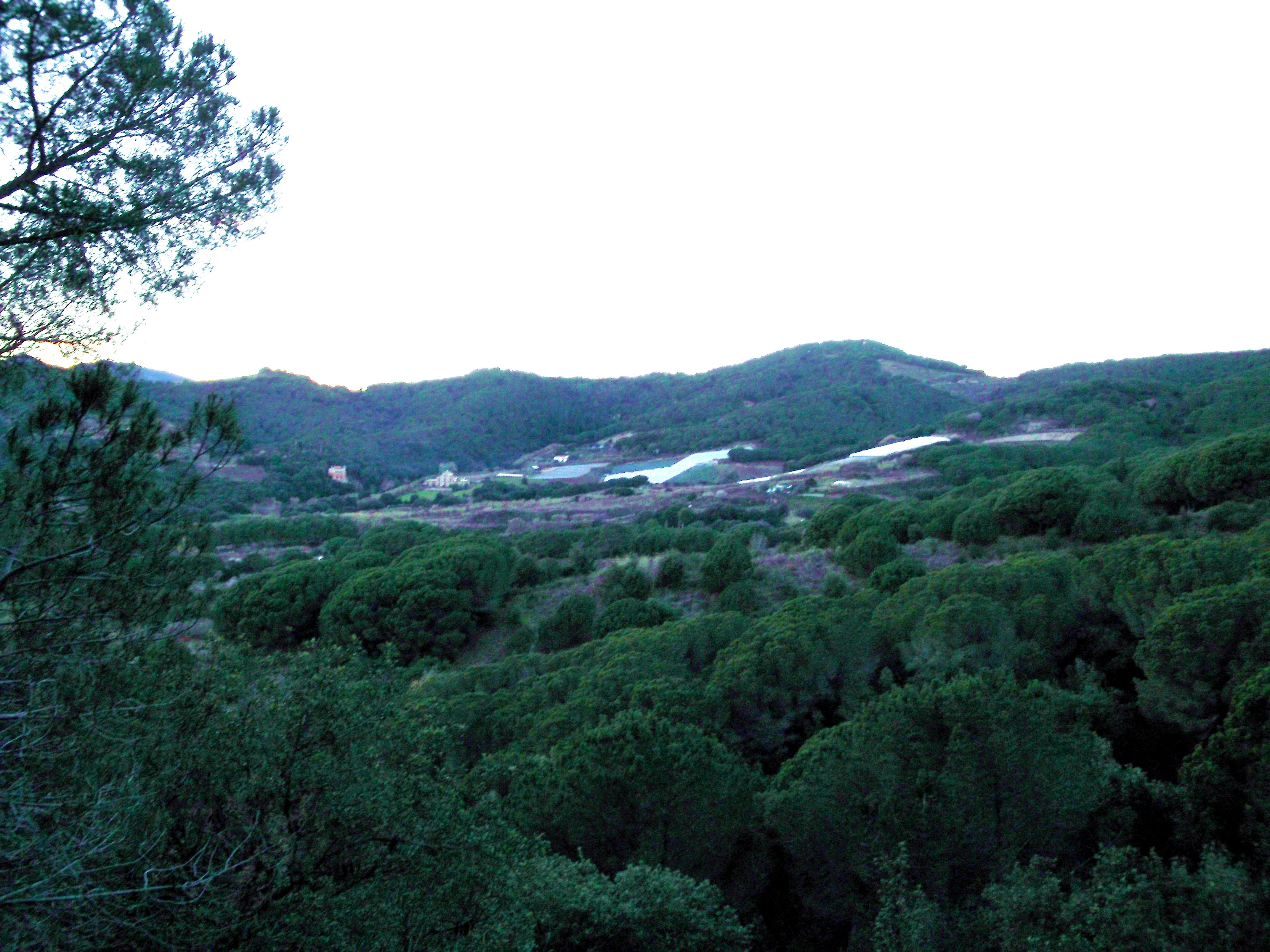
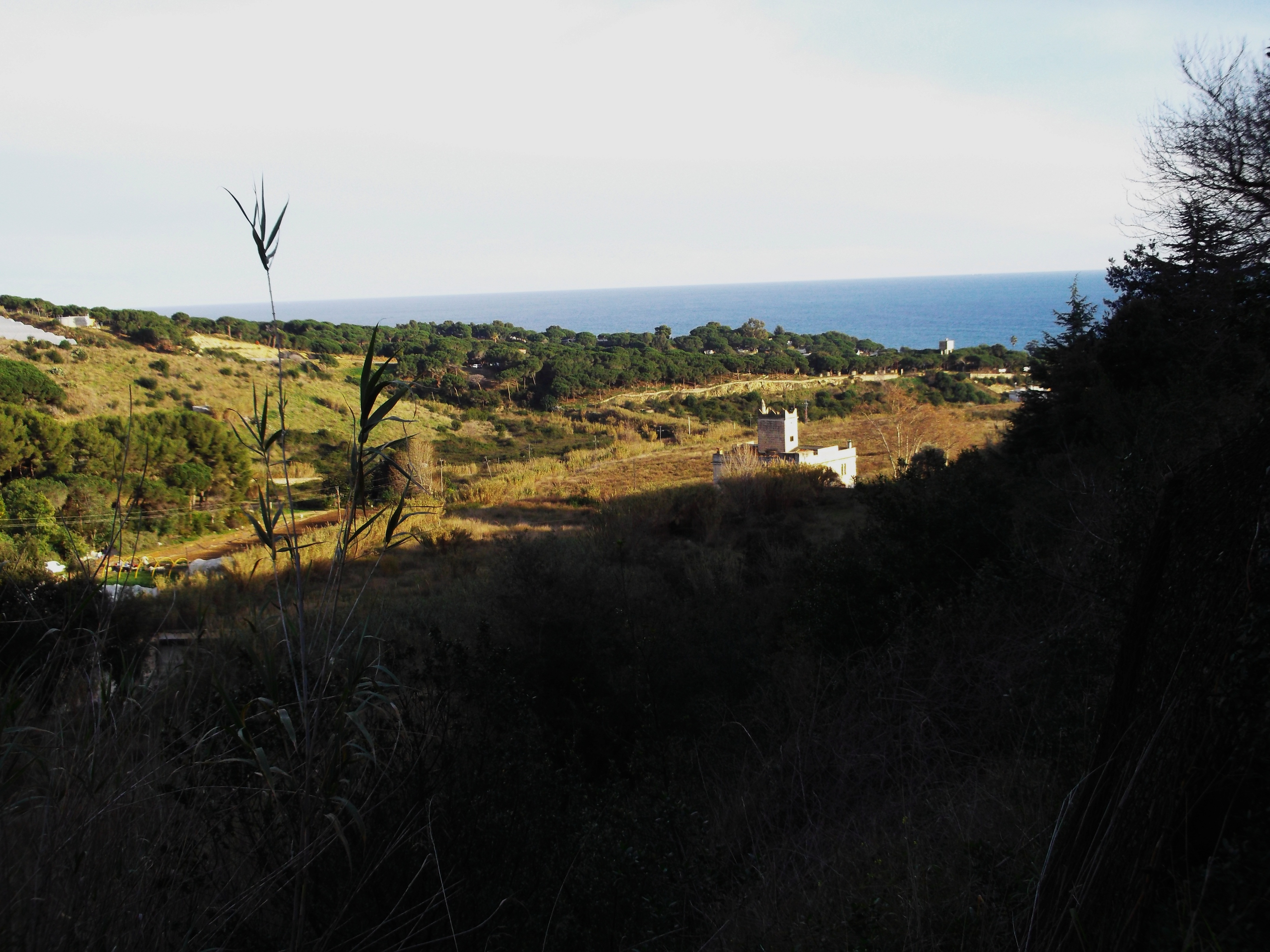

## أعلام
- خوليان ألونسو
- جوردي أمات